# Paradox Entertainment
Cabinet Entertainment precedentemente nota come Paradox Entertainment è una compagnia svedese che tratta proprietà intellettuali e produce film basati su di essi. Tutti gli affari sono condotti dall'ufficio centrale di Los Angeles negli Stati Uniti d'America.
La Paradox Entertainment comprendeva anche una divisione di sviluppo di videogiochi. Questa è ora una società distinta e separata, denominata Paradox Interactive (a sua volta formata da entità più piccole, come la Paradox Development Studio).
Tra le proprietà intellettuali possedute la più famosa è quella di Conan il barbaro. Altre proprietà includono altri personaggi creati da Robert E. Howard, come Bran Mak Morn, Kull e Solomon Kane. Possiede inoltre i diritti di  Mutant Chronicles, Warzone, Kult, Valhalla Chronicles, Heavy Gear e Chronopia.

## Storia
La Paradox Entertainment fu fondata nel 1999,  dalla ceneri della Target Games Interactive (la principale editrice di giochi di ruolo svedese, all'epoca in bancarotta.
Dichiara di avere tutti i diritti su tutte le storie di Robert E. Howard, acquistati nel 2002 dalla Conan Sales Company La proprietà di questa diritti è stata contestata dalla Stan Lee Media Inc il 21 agosto 2011, in occasione della pubblicazione del film Conan the Barbarian (di cui la Paradox Entertainment è uno dei produttori). Secondo la Stan Lee Media Inc il trasferimento dei diritti alla Conan Sales, che li aveva venduti alla Paradox Entertainment era stata irregolare. Nel 2013 la corte si è espressa ritenendo che la vendita fosse stata legale, confermando il parere dei giudici fallimentari espresso nel 2002, ed ha rigettato l'istanza della Stan Lee Media
Nel 2004, la compagnia spostò la sua sede di affari a Los Angeles, creando la Paradox Interactive, come società separata con sede a Stoccolma per proseguire lo sviluppo di videogiochi.
Nel 2015 La compagnia è stata comprata dalla Cabinet Entertainment di Fredrik Malmberg mediante la Cabinet Holdings. L'acquisto ha compreso tutte le sussidiarie le loro proprietà comprese i diritti su tutti i personaggi di Robert E. Howard, così come le proprietà originali della Target Games, come Mutant Chronicles, Warzone, Kult, Chronopia e Mutant. Il prezzo di acquisto è stato pari a 7 milioni di dollari in contanti

## Filmografia
I film prodotti dalla Cabinet Entertainment (compresi quelli accreditati a Fredik Malberg, ceo della Cabinet) sono :
- Mutant Chronicle, 2008
- Solomon Kane, 2009
- Conan the Barbarian, 2011
- Setup, 2011
- Freelancers, 2012
- Fire with Fire, 2012
- Senza santi in paradiso (Ain't Them Bodies Saints), 2012
- Un ragionevole dubbio (Reasonable Doubt), 2014
- Il cacciatore di donne (The Frozen Ground), 2013
- Reclaim, 2014
- Blood Drive, 2017